# Jacobo Dicenta
Jacobo Dicenta Pérez (Madrid, 1972) es un actor español.

## Trayectoria
Hijo del también actor Manuel Dicenta y medio hermano de Daniel Dicenta, su carrera se ha desarrollado especialmente en teatro y televisión y en mucha menor medida en cine.
De su paso por los escenarios pueden destacarse el musical Forever Young (2011), ¡Ay, Carmela! (2013), con Elisa Matilla, su papel de Don Pablos en la adaptación a teatro de El Buscón (2014) de Francisco Quevedo, y El lenguaje de tus ojos o El príncipe travestido (2014), junto a Cristina Castaño.
En cine destaca su intervención en la película Camarón (2005), de Jaime Chávarri.

## Vida personal
Estuvo casado desde 2002 hasta 2012 con la también actriz Mónica Aragón.
Su madre, Josefina Pérez Gago, es ajena al mundo de la interpretación.

## Trayectoria en televisión

### Series de Televisión
| Año/s                   | Serie                           | Personaje               | Cadena    | Episodios     |
| ----------------------- | ------------------------------- | ----------------------- | --------- | ------------- |
| 1994                    | Canguros                        | Toni                    | Antena 3  | 2 episodios   |
| 1995                    | Juntas pero no revueltas        | Colgao                  | La 1      | 1 episodio    |
| 1997                    | Querido maestro                 | Tomás                   | Telecinco | 1 episodio    |
| 1999                    | Petra Delicado                  | Tudela                  | Telecinco | 9 episodios   |
| 2000                    | Raquel busca su sitio           |                         | La 1      | 1 episodio    |
| 2001                    | Un chupete para ella            | Roberto                 | Antena 3  | 1 episodio    |
| 2004                    | El comisario                    | Daniel "Dani"           | Telecinco | 5 episodios   |
| 2007                    | Desaparecida                    | Jesús Silva             | La 1      | 2 episodios   |
| 2009                    | La chica de ayer                |                         | Antena 3  | 1 episodio    |
| 2011                    | El precio de la libertad        |                         | La 1      | 2 episodios   |
| 2012                    | Fenómenos                       |                         | Antena 3  | 1 episodio    |
| 2013                    | El tiempo entre costuras        | Alemán                  | Antena 3  | 1 episodio    |
| 2014                    | Isabel                          | Juan Belmonte           | La 1      | 8 episodios   |
| 2017 - 2018; 2019; 2021 | Amar es para siempre            | Arturo Carvajal Pestaña | Antena 3  | 266 episodios |
| 2022                    | Desaparecidos                   |                         | Telecinco | 1 episodio    |
| 2023                    | Los pacientes del doctor García | Velasco                 | Netflix   | 3 episodio    |
| 2023                    | La Moderna                      | Balbín                  | La 1      | 20 episodios  |
| 2023                    | 30 Monedas                      | Hombre con perro        | HBO Max   | 1 episodio    |
| 2024-2025               | Ena. La reina Victoria Eugenia  |                         | La 1      | 5 episodios   |
| 2025                    | La Promesa                      | Barón de Valladares     | La 1      | 2 episodios   |

### Miniseries de televisión
| Año/s | Miniserie                | Personaje     | Cadena         | Episodios   |
| ----- | ------------------------ | ------------- | -------------- | ----------- |
| 2008  | Futuro:48 horas          |               | Antena 3       | 1 episodio  |
| 2008  | Fago                     | Endika Mújica | La 1           | 3 episodios |
| 2011  | El precio de la libertad |               | La 1           | 2 episodios |
| 2021  | Libertad                 | Bojo          | Movistar Plus+ | 1 episodio  |

### Programas de Televisión
| Año/s       | Programa                | Como     | Cadena   | Programas   |
| ----------- | ----------------------- | -------- | -------- | ----------- |
| 2006        | La mandrágora           | Invitado | La 2     | 1 programa  |
| 2008        | Tvist                   | Invitado | TV3      | 1 programa  |
| 2008        | La tarda                | Invitado | La Xarxa | 1 programa  |
| 2008        | Èxit                    | Invitado | TV3      | 1 programa  |
| 2010 - 2011 | A escena                | Invitado | TV3      | 2 programas |
| 2011        | Mi reino por un caballo | Invitado | La 2     | 1 programa  |
| 2012        | No t'ho perdis          | Invitado | Canal 33 | 1 programa  |
| 2015        | Imprescindibles         | Invitado | La 2     | 1 programa  |

## Cine

### Largometrajes
| Año  | Película                  | Personaje                          | Dirección             |
| ---- | ------------------------- | ---------------------------------- | --------------------- |
| 2000 | Besos para todos          | Ramiro                             |                       |
| 2002 | La balsa de piedra        | Policía #1                         |                       |
| 2004 | El Lobo                   | Napia                              |                       |
| 2004 | Un día sin fin            | N/D                                |                       |
| 2005 | Camarón                   | Luquitas                           |                       |
| 2007 | El prado de las estrellas | Polo                               |                       |
| 2014 | Isabel. La Reina          | Juan Belmonte                      | Félix Llorente        |
| 2016 | La corona partida         | Señor de Belmonte                  | Jordi Frades          |
| 2017 | Zona Hostil               | Sargento 1º Aguilar                | Adolfo Martínez Pérez |
| 2019 | El crack cero             | Juan, Cliente del bar, maltratador | José Luis Garci       |
| 2021 | Way Down                  | Guardia de puesto de control       | Jaume Balagueró       |

## Trayectoria en teatro (parcial)
- Un tranvía llamado Deseo (1994)
- Noche de reyes (1996)
- No hay burlas con el amor (1998)
- Romeo y Julieta (2000)
- Angelina o el honor de un brigadier (2009)
- Don Juan Tenorio (2009).
- Mortadelo y Filemón (2010), como Mortadelo
- Forever Young (2011)
- ¡Ay, Carmela! (2013)
- El lenguaje de tus ojos o El príncipe travestido (2014)
- El Buscón (2014)
- Diálogo del Amargo (2020)
- Drácula. Biografía no autorizada
- Un escritor de ida y vuelta
- Galdós en los infiernos (2021)
- Los Santos Inocentes (2022)
- La Regenta (2024)